# Petr Kocek
Petr Kocek (ur. 26 maja 1952 w Novým Borze) – czechosłowacki kolarz torowy, brązowy medalista mistrzostw świata.

## Kariera
Największy sukces w karierze osiągnął w 1974 roku, kiedy wspólnie z Michalem Klasą, Zdenkiem Dohnalem i Pavlem Doleželem zdobył brązowy medal w drużynowym wyścigu na dochodzenie podczas mistrzostw świata w Montrealu. Podczas rozgrywanych dwa lata później igrzysk olimpijskich w Montrealu razem Klasą, Dohnalem i Jiřím Pokorným rywalizację w drużynowym wyścigu na dochodzenie zakończył na piątej pozycji. Petr Kocek wystąpił także na igrzyskach olimpijskich w Moskwie w 1976 roku, gdzie w wyścigu na 1 km był siódmy. Wielokrotnie zdobywał medale torowych mistrzostw Czechosłowacji, w tym siedem złotych.